# 上野絢子
上野 絢子（うえの じゅんこ）は、日本の財務官僚。外務省在フランス大使館参事官。

## 来歴
学習院女子高等科から東京大学に入学。東大法学部在学中はオーケストラでバイオリンを弾いていた。その一方で、バスケ部のマネージャーを務め、法律相談所にも所属していた。東大法学部卒業。
2004年 財務省入省（国際局国際機構課）。同期に篠田和哉、阿部敦壽、浅賀崇、越中隆広らがいる。G7を始めとする国際会議やIMF（国際通貨基金）に関する業務に従事。
2006年 福岡国税局調査査察部国税調査官。2007年6月からケンブリッジ大学トリニティ・カレッジ、オックスフォード大学へ留学。
2009年7月 関税局関税課国際機構係長。主にWTO（世界貿易機関）、APEC（アジア太平洋経済協力）を担当。
2014年 外務省在ジュネーブ国際機関日本政府代表部一等書記官。WTO（世界貿易機関）の予算編成や財政改革など、WTO（世界貿易機関）の「財務省」的な機能を持つ委員会を中心に交渉に当たっていた。
2016年 主計局調査課長補佐。2019年 大臣官房秘書課長補佐兼厚生労働省医政局総務課長補佐兼医政局医療経営支援課兼医政局研究開発振興課。
2020年7月22日 関税局関税課長補佐兼関税局関税課関税地域協力室長。2022年6月24日 外務省在フランス大使館参事官。

## 略歴
- 2004年4月：財務省入省（国際局国際機構課）。
- 2006年：福岡国税局調査査察部国税調査官。
- 2007年6月：ケンブリッジ大学トリニティ・カレッジへ留学。
- 2008年6月：オックスフォード大学へ留学。
- 2009年7月：関税局関税課国際機構係長[5]。
- 2010年7月：法務省刑事局付。
- 2012年：国税庁調査査察部査察課長補佐。
- 2013年：国税庁長官官房国際業務課長補佐。
- 2014年：外務省在ジュネーブ国際機関日本政府代表部一等書記官。
- 2016年：主計局調査課長補佐。
- 2019年：大臣官房秘書課長補佐 兼 厚生労働省医政局総務課長補佐 兼 医政局医療経営支援課 兼 医政局研究開発振興課。
- 2020年7月22日：関税局関税課長補佐 兼 関税局関税課関税地域協力室長。
- 2022年6月24日：外務省在フランス大使館参事官 (財務担当) 。